# 7325-ös mellékút (Magyarország)
A 7325-ös számú mellékút egy bő 14 kilométer hosszú, négy számjegyű mellékút Veszprém vármegye nyugati részén, illetve egy rövid szakaszon Vas vármegyében. A Sümeg, Devecser és Jánosháza határolta háromszög belsejében fekvő települések legfontosabb összekötő útja.

## Nyomvonala
A 7324-es útból ágazik ki, annak 14+800-as kilométerszelvénye közelében, Csabrendek külterületén, a településtől északkeletre, nem messze a községhatártól, északnyugati irányban. 1,1 kilométer megtétele után nem sokkal keresztez egy patakot, majd szinte egyből át is lép Szentimrefalva területére. Ott északabbi irányt vesz és a 2. kilométerénél kiágazik belőle nyugat felé egy jelöletlen alsóbbrendű út Ukk felé. 4,4 kilométer után éri el Szentimrefalva beépített területeit, a hosszan elnyúló egyutcás faluban a Petőfi utca nevet viseli. 5,6 kilométer után lép ki a házak közül és az 5+900-as kilométerszelvénye táján át is lép a következő település, Veszprémgalsa területére.
7. kilométerénél éri el Veszprémgalsa első házait, ahol a Dózsa György utca nevet veszi fel, majd kevéssel ezután, a 7+200-as kilométerszelvénye közelében beletorkollik, közel 5,5 kilométer megtétele után a 73 171-es számú, öt számjegyű mellékút, ami Rigácson indul, a 73 172-es útból kiágazva, majd az egyedüli közúti megközelítési útvonalát képezi Zalameggyesnek, végül áthalad Hosztóton is. (Utóbbi nem zsáktelepülés, mert elérhető északról, Zalaszegvár felől is.) 7,8 kilométer után az út egy elágazáshoz érkezik, a 7325-ös számozás innen nyugat felé folytatódik tovább, keleti irányból pedig a 7326-os út torkollik bele, amely Apácatornánál ágazik ki a 8-as főútból és az utolsó szakaszán végighalad Veszprémgalsa Pinkóc falurészén is.
Nem sokkal a nyolcadik kilométere előtt az út kilép Veszprémgalsa házai közül, majd kevéssel a 9. kilométerét megelőzően keresztez egy patakot, és elhalad Veszprémgalsa, Zalaszegvár, illetve Hosztót hármashatára mellett. Egy rövid szakaszon a két utóbbi község határvonalát követi, de Hosztótot nem érinti ennél jobban. 10. kilométerénél kiágazik belőle egy jelöletlen önkormányzati út, amely déli irányba haladva Hosztót központjába vezet, és kicsivel ezután az út már teljesen zalaszegvári területen húzódik. Két éles, közel 90 fokos irányváltást követően a 10,8 kilométere táján érkezik be a település házai közé, és 11,6 kilométer megtételét követően lép ki onnan; a belterületen a Kossuth utca nevet viseli.
Majdnem pontosan a 12. kilométerénél lép a már Vas vármegyébe tartozó Nemeskeresztúr területére, majd ott keresztezi a Marcal folyását. A település legkeletibb házait a 13+100-as kilométerszelvényénél éri el, itt a neve Kossuth utca. Az észak-déli irányban húzódó 8457-es útba beletorkollva ér véget, pár méterre a Boba–Bajánsenye-vasútvonal Nemeskeresztúr vasútállomásától, és 800 méterre onnan, ahol ez utóbbi út kiágazik a 84-es főútból.
Teljes hossza, az országos közutak térképes nyilvántartását szolgáló kira.gov.hu adatbázisa szerint 14,292 kilométer.

## Települések az út mentén
- (Csabrendek)
- Szentimrefalva
- Veszprémgalsa
- (Hosztót)
- Zalaszegvár
- Nemeskeresztúr